# Svazek obcí regionu Písecko
Svazek obcí regionu Písecko je dobrovolné sdružení obcí v okresu Písek, jeho sídlem je Písek a jeho cílem je koordinace postupů při řešení problémů týkajících se rozvoje samosprávy obcí, hospodářského, sociálního a kulturního života obcí, vztahu k organizaci státní správy a vyšších samosprávných celků, společné aktivity k následujícím účelům: podpora zemědělského a nezemědělského podnikání, řešení problémů a důsledků nezaměstnanosti, rozvoj a diverzifikace nezemědělských prostorů, společná péče o památky v regionu, využití netradičních zdrojů energie, zejména biomasy, podpora venkovské turistiky a další. Sdružuje celkem 72 obcí a byl založen v roce 2004.

## Obce sdružené v mikroregionu
- Albrechtice nad Vltavou
- Bernartice
- Borovany
- Boudy
- Božetice
- Branice
- Cerhonice
- Čimelice
- Čížová
- Dobev
- Dolní Novosedly
- Drhovle
- Heřmaň
- Horosedly
- Hrejkovice
- Chyšky
- Jetětice
- Jickovice
- Kestřany
- Kluky
- Kostelec nad Vltavou
- Kožlí
- Králova Lhota
- Křenovice
- Křižanov
- Kučeř
- Květov
- Lety
- Milevsko
- Minice
- Mirotice
- Mirovice
- Mišovice
- Myslín
- Nerestce
- Nevězice
- Okrouhlá
- Olešná
- Orlík nad Vltavou
- Osek
- Oslov
- Ostrovec
- Písek
- Podolí I
- Probulov
- Protivín
- Přeborov
- Předotice
- Přeštěnice
- Putim
- Rakovice
- Ražice
- Sepekov
- Skály
- Slabčice
- Smetanova Lhota
- Stehlovice
- Tálín
- Temešvár
- Varvažov
- Veselíčko
- Vlastec
- Vlksice
- Vojníkov
- Vráž
- Vrcovice
- Záhoří
- Zbelítov
- Zběšičky
- Zhoř
- Zvíkovské Podhradí
- Žďár